# Макієв Валерій Едуардович
Валерій Едуардович Макієв (рос. Валерий Эдуардович Макиев; нар. 16 червня 1985, Моздок, Північно-Осетинська АРСР, РРФСР) — російський футболіст, півзахисник.

## Життєпис
Вихованець футбольної школи «Моздока». 2002 року дебютував за «Моздок», який виступав у Другому дивізіоні. 2005 року провів 11 матчів у чемпіонаті Білорусі за мінський «Локомотив». 2006 року перебрався до клубу «Лобня-Алла» (Лобня). Надалі грав у «Спартаку» з Костроми. 2009 року повернувся до Осетії, виступав за владикавказький «Автодор», проте невдовзі перебрався до «Ности», яка виступала у Першому дивізіоні. У 2010 році — гравець клубу «Торпедо-ЗІЛ».